# آنسان (گنگ وون)
آنسان (به لاتین: Ansan) یک کوه در کره جنوبی است که در کره جنوبی واقع شده‌است. آنسان ۳۰۰ متر بالاتر از سطح دریا واقع شده‌است.